# Бриџвотер (Масачусетс)
Бриџвотер (енгл. Bridgewater) насељено је место без административног статуса у америчкој савезној држави Масачусетс.

## Демографија
По попису из 2010. године број становника је 7.841, што је 1.177 (17,7%) становника више него 2000. године.
| Група             | 2000.         | 2010.         |
| Белци             | 5.316 (79,8%) | 6.837 (87,2%) |
| Афроамериканци    | 131 (2,0%)    | 385 (4,9%)    |
| Азијати           | 123 (1,8%)    | 140 (1,8%)    |
| Хиспаноамериканци | 217 (3,3%)    | 292 (3,7%)    |
| Укупно            | 6.664         | 7.841         |